# Cinnamil-alcol deidrogenasi
La cinnamil-alcol deidrogenasi è un enzima appartenente alla classe delle ossidoreduttasi, che catalizza la seguente reazione:
cinnamil alcol + NADP+ ⇄ cinnamaldeide + NADPH + H+
L'enzima opera sull'alcol coniferile, sinapile, 4-coumarile e cinnamile. 